# Бизос, Георгиос
Георгиос Бизос (греч. Γεώργιος Μπίζος), в Южной Африке известен как Джордж Бизос, англ. George Bizos; 15 ноября 1927, Пелопоннес, Греция — 9 сентября 2020) — южноафриканский адвокат и активист греческого происхождения, юрист и товарищ Нельсона Манделы (в своей автобиографии Мандела именует Бизоса «мой брат, член моей семьи»). По заявлению Нельсона Манделы, Бизос — человек, «чей вклад в утверждении прав человека в ЮАР — огромен и бесценен». Табо Мбеки, ставший президентом ЮАР после Нельсона Манделы, заявил, что «Бизос принадлежит к традиции великих людей, которые, хотя и не родились в этой стране, сделали так много для её благополучия».

## Молодость
Георгиос Бизос родился в семье Анто́ниоса Бизоса (на греческом иногда пишется Безос), мэра маленького греческого села Василици, к югу от городов Корони и Каламата на полуострове Пелопоннес.
В мае 1941 года, в возрасте 13 лет, Георгиос Бизос и его отец решили помочь семерым новозеландским солдатам, скрывавшимся на холмах у Василици, бежать из только что оккупированной нацистами материковой Греции на Крит. Позже он рассказывал, что побег поначалу был неудачным и что он дрейфовал три дня, пока ему не удалось привлечь внимание британского эсминца HMS Kimberley, шедшего на Крит. После падения Крита в конце мая 1941 года экипаж Kimberley высадил его в Александрии, Египет. Как беженец он был отправлен в Южную Африку и высажен в Дурбане, откуда поездом отправился в Йоханнесбург. Он высадился на железнодорожной станции Braamfontein по причине демонстрации на центральной станции организации Оссевабрандваг, которая обвиняла Яна Смэтса, что он завозит в Южную Африку мусор из Европы. Местная греческая община помогла ему интегрироваться в южноафриканское общество. Бизос не сразу пошёл в школу, так как не говорил ни на английском, ни на африкаанс, но в 1948 году, когда к власти пришла Национальная партия, Бизосу удалось поступить на юридический факультет в Витватерсрандский университет. Согласно его последующим заявлениям, именно здесь он стал политически активным человеком.

## Студенческие годы — вовлечение в борьбу против апартеида — знакомство с Манделой
Бизос был горд тем, что он учился в Витватерсрандском университете с его либеральными устоями. На юридическом факультете, но курсом старше, учился и Нельсон Мандела. Когда на повестку дня был поставлен вопрос об изгнании из университета немногочисленных чёрных студентов, сводивший с трудом концы с концами, греческий студент ни на минуту не задумался, на чью сторону он встанет. Как он писал позже, неприятие несправедливости в нём воспитала с детства его школьная учительница, беженка Малоазийской катастрофы. С Манделой они познакомились на студенческой сходке, которая положила начало их полувековой дружбе.

## Юридическая карьера
Бизос стал членом адвокатской палаты в Йоханнесбурге в 1954 году. В течение 50-х и 60-х годов он был адвокатом широкого круга известных людей, включая епископа англиканской церкви Тревора Хаддлстона, известного противника апартеида.
На Суде в Ривонии в 1963 — 64 годах он был членом группы юристов защиты Нелсона Манделы, Гована Мбеки и Уолтера Сисулу. Обвиняемые были приговорены к пожизненному заключению, но избежали смертной казни. Хотя иногда утверждается, что он подготовил знаменитую речь Манделы на суде, сам Бизос скромно говорит, что его основной вклад заключается в совете использовать слова «если понадобится», прежде чем Мандела заявит, что он готов умереть.
Пытаясь убедить Манделу принять свою поправку к его речи, Бизос рассказал ему о суде над Сократом в древних Афинах и шутя заявил, что Сократ был приговорён к смерти, потому что у него не было хорошего адвоката. После чего Мандела использовал фразу ‘‘if needs be’’ в конце своей получившей известность четырёхчасовой речи. Бизос полагает, что возможно это соответствовало цели избежать смертной казни, делая очевидным, что Мандела не ищет лавров мученика. Этот процесс ознаменовался прибытием группы известных юристов по правам человека — Джоэла Джоффе, Гарри Шварца, Артура Часкалсона и Гарольда Хэнсона.
Бизос был адвокатом во многих случаях расследований смерти людей, находившихся в заключении.
Надин Гордимер, будущая лауреат Нобелевской премии, писала: «Бизос стал моим гуру. Я следовала за ним, держа в руках портфель, якобы как его помощница. Это пробудило меня политически, и я пришла к тому, что стала предоставлять свой дом для заседаний Африканского конгресса».

## В годы заключения Манделы и после его освобождения
Бизос, на правах его юриста, не прерывал контактов с Манделой в годы его заключения. В одной из почтовых посылок Бизос послал Манделе на остров Роббен «Антигону» Софокла. Охрана не узрела в древней греческой трагедии никакой угрозы. Мандела организовал театральную труппу, и «Антигона» стала её первой постановкой. Поскольку тюрьма была мужской, роль Антигоны играл сам Мандела. Успех постановки был невероятным. Заключённые со слезами на глазах аплодировали речи Антигоны и требовали повторения постановки ещё и ещё. На десятый раз появился директор тюрьмы, желая понять, что же эти «безграмотные чёрные» находят в греческой трагедии. 
Он осознал «тайный смысл» трагедии, конфисковал книгу и заключил Антигону (Манделу) в изолятор. Когда Бизос получил возможность навещать Манделу, в одном из своих визитов он объявил ему, что муниципалитет Архея-Олимбия провозгласил его почётным гражданином дима. Мандела прослезился и ответил, что ему не могло быть оказано большей чести: «Джордж, если я когда-либо будут освобождён, и если я даже никуда не поеду, единственным местом, посещение которого мне нужно, будет Греция, и в основном — Олимпия». Мандела был информирован о непрерывной борьбе Бизоса против апартеида. Одной из первых и символических фотографий Манделы после его освобождения стала фотография Манделы у Верховного суда Йоханнесбурга, рядом со своей женой и Бизосом. Мандела писал: «Будучи президентом Южной Африки, я часто просил и щедро получал советы Джорджа по юридическим, конституционным и личным вопросам. Он никогда не колебался помочь везде и всегда, он уже член нашей семьи. Мои дети, внуки и правнуки питают особую симпатию к дяде Джорджу».

## Бизос в новой Южной Африке
Бизос был в числе основных членов коллегии адвокатов Йоханнесбурга с 1978 года. Он являлся членом Национального совета юристов, созданию которого он оказал содействие в 1979 году. Он являлся старшим юрисконсулом в Центре юридических ресурсов в Йоханнесбурге при Группе по конституционному судопроизводству. Он также являлся судьёй Апелляционного суда Республики Ботсвана с 1985 по 1993 год.
В 1990 году он стал членом Юридического и конституционного комитета Африканского национального конгресса (ANC), а в Конвенции о Демократической Южной Африке (CODESA) он служил советником в переговорных группах и участвовал в разработке временной конституции.
Он принимал участие в разработке законодательства, и в частости законопроекта о Правде и Примирении и поправки к Закону об уголовном судопроизводстве, чтобы привести его в соответствие с Главой 3 Конституции, гарантируя основные гражданские права всем гражданам Южной Африки.
На слушаниях Комиссии Правды и Примирения, он был лидером группы юристов против представленной заявки на амнистирование по поручению семей Бико, Хани, Гониве, Калата, Мхонто, Мхлаули, Слово и Шун. Затем он был назначен Манделой президентом в Комиссию судебной службы, которая в соответствие с Конституцией, рекомендует кандидатов в качестве судей и предлагает реформы в судебной системе, чтобы устранить её прошлое апартеида.
Бизос был руководителем группы при правительстве Южной Африки, заявлявшей, что смертная казнь является неконституционной, и адвокатом Национального собрания по сертификации Конституции Конституционным судом.
В 2005 году Бизос был юридическим советником Нельсона Манделы в печально известном судебном споре с бывшим адвокатом Манделы Измаилом Айобом (Ismail Ayob)
.
Бизос представлял Китайскую ассоциацию Южной Африки в деле, которое завершилось в 2008 году, когда китайские южноафриканцы получили статус 'раннее обездоленных', что дало им право на льготы для расширения экономических возможностей, как и представителям темнокожего населения страны.

## Фильм о Ривонии
В 2017 году Бизос появляется вместе с выжившими подсудимыми процесса Ривонии Денисом Голдбергом, Эндрю Млангени и Ахмедом Катрада, вместе с другими адвокатами защиты Джоэлом Джоффом и Дэнисом Куни, в документальном фильме «Жизнь прекрасна», снятом режиссёром сэром Николасом Стадленом , который повествует об истории процесса.
Название отражает слова, сказанные Голдбергом своей матери в конце процесса, когда он услышал, что он и его товарищи были избавлены от смертного приговора.

## Деятельность с греческой диаспорой
В 70-х годах Безос помог создать греческую школу в Южной Африке, под названием SAHETI. Школа оказывала содействие культивированию греческой культуры среди белого и чёрного населения даже в период апартеида. Именно здесь, люди подобные детям Криса Хани получили своё образование.

## Признание на родине
Бизос никогда не прерывал своих контактов с Грецией.
В период апартеида, когда угрожали его жизни, он предупредил брата быть готовым принять покровительство над его семьёй. В силу своего неопределённого статуса в Южной Африке, Бизос не решался выехать из ЮАР в Грецию, будучи неуверенным что ему разрешат вернуться. Свою мать он не видел более 20 лет, пока она не сумела приехать к нему сама в 1962 году. Свой родной Василици он увидел через 30 лет, после того как в 1972 году коллеги сумели обеспечить для него загранпаспорт. К тому времени «белый брат» Манделы стал известен и на Родине. Муниципалитет греческой столицы вручил ему «Медаль чести и совершенства города Афины». Бизос заявлял своим землякам: «Мы, эллины, обязаны уважать Права человека и требовать их уважения во всём мире». В Греции были изданы и имели большой успех книги Бизоса автобиографическая «Одиссея к Свободе (ΟΔΥΣΣΕΙΑ ΠΡΟΣ ΤΗΝ ΕΛΕΥΘΕΡΙΑ 1928—1964, ISBN 9789600351491) И „Никто не ответственен ?“ ( ΚΑΝΕΙΣ ΥΠΟΛΟΓΟΣ , ISBN 9789608228153).
В своём предисловии к „Одиссее“ Бизоса Мандела писал» «Одиссея к свободе не является просто отчётом удивительной жизни, но является ценным дополением к историческим архивам нашей нации, написанное человеком, чей вклад в утверждении прав человек — что является сутью наших конституционных ценностей — бесценен».

### Эпизод Оджалана
До 1998 года А. Оджалан, основатель и лидер Рабочей партии Курдистана руководил борьбой своей организации на территории Турции, пребывая на территории Сирии.
Осенью 1998 года, под угрозой начала военных действий с Турцией, президент Сирии Хафез Асад был вынужден попросить Оджалана покинуть страну.
Оджалан безуспешно пытался найти убежище в России, Белоруссии, Греции, Италии и, наконец, снова в Греции.
Греческое правительство сочло, что эти события, происходившие вне его контроля, могли привести к войне с союзной (по НАТО) Турцией.
Находясь под давлением США/Турции и обратным давлением греческой оппозиции, греческое правительство искало путь высылки Оджалана из Греции и переправки его в какую либо дальнюю страну, не выдавая его туркам.
На Бизоса вышел министр иностранных дел Греции в тот период Т. Пангалос и попросил устроить встречу с Нельсоном Манделой.
Для этого были предпосылки. Пангалос знал о дружбе Бизоса с Манделой и о его влиянии на президента ЮАР.
Он также знал, что в 1992 году Мандела отказался принять присуждённую ему Турцией «Премию мира Ататюрка», аргументируя своё решение нарушением прав человека в Турции и, в основном, нарушением свобод курдского народа.
В свою очередь Африканский Национальный Конгресс объявил по этому поводу, что «Нельсон Мандела посвятил всю свою жизнь служа демократии, правам человека и освобождению от угнетения».
Учитывая культ Мустафы Кемаля, отказ Манделы, даже высказанный в вежливой форме, вызвал гневную реакцию в Турции.
Мандела принял Пангалоса 7 февраля 1999 года в Кейптауне и первым делом попросил принести из его личной библиотеки томик «Антигоны» Софокла, присланный ему в своё время Бизосом на остров Роббен.
Рассказав о своей театральной карьере в роли Антигоны, Мандела попросил прощения за своё волнение, когда он вспоминает о тех днях и завершил свой рассказ фразой «Разумеется Вы прибыли в Кейптаун вовсе не для того, чтобы выслушать эту историю, сколько бы Вам не нравился Софокл».
Выслушав просьбу и аргументы Пангалоса, Мандела обернулся к своей индийской секретарше с вопросом «Примем его (Оджалана) в гости?», на что получил ответ «Он борец за Свободу. Чтобы он не сделал, он заслуживает убежища» («He is a freedom fighter. Whatever he might be, he deserves a shelter»).
Через неделю, по пути в ЮАР, Оджалан был перехвачен американскими спецслужбами в Кении и передан туркам. При всех отговорках Пангалоса («плохо это или хорошо, возможности наших спецслужб ограничены»), греческая левая оппозиция считает, что на Пангалосе лежит тень ареста Оджалана.

## Личная жизнь
Безос женился на Арете, более известной как «Рита», с которой имел трёх сыновей, один из сыновей стал доктором, другой хирургом, третий инженером. У него семь внуков.

## Награды
- 1999: Орден за заслуги II степени полученный от президента Манделы.
- 2001: 2001 Международная премия юриста года по судебным процессам, присуждаемая Международной академией судебных адвокатов.
- 2004: Международная ассоциация юристов (IBA) провозгласила Бизоса лауреатом премии Бернара Саймонса 2004 года[27]

## Работы
- Bizos, George. No One to Blame?: In Pursuit of Justice in South Africa (англ.). — New Africa Books, 1998. — ISBN 978-0-86486-319-5.
- Bizos, George. Odyssey to Freedom. — South Africa: Penguin & Random House, 2011. — ISBN 978-1-4152-0307-1.